# 窺管
窺管（希臘語：διόπτρα）是可以追溯到西元前三世紀的傳統天文和測量工具。窺管是一根兩端都可以看或是固定的觀測管，如果裝有量角器，就可以用來測量角度。

## 使用
希臘天文學家使用窺管測量恆星的位置；歐基里德和革米努斯（Geminus）兩位希臘天文學家在他們的天文著作中都有提到窺管。托勒密（西元2世紀）的時代，它已經被環形球儀取代，成為廢棄的天文儀器。
不過它還繼續被作為一種有效的測量工具在使用，應用在測量上，窺管類似於經緯儀或測量員的工具，一直延用到16世紀。它還有一種更準確的版本，稱為格羅馬儀。
儘管窺管的精確度不夠高，要在一座山的兩個對應點之間建一條隧道。但它被猜測，曾用來開鑿古代最偉大工程之一的薩摩斯隧道。這是在西元前6世紀，波利克拉特斯統治時期，希臘愛琴海的薩摩斯島上，鑿穿卡斯特羅山 (希臘)，長1,036公尺（4,000英尺），用來引水的隧道。但是學者不認為在如此早期已經有窺管可用。
亞歷山大的希羅整本書都是關於窺管用在建築和測量的方法（在線上可以看到這本書的簡介，參見下方Lahanas 的鏈結）。這本書是”歷史上工程師和數學家最巧妙的應用工具書之一。” 
窺管曾被廣泛應用於建造巨大的渠道計畫。窺管如今已經被經緯儀取代，在不同部分轉動的幾個螺杆，使它成為非常容易精確測量和校準的儀器。

## 外部連結
- Michael Lahanas, Heron of Alexandria, Inventions, Biography, Science
- Sidoli, Nathan. . Centaurus (Brepols Publishers NV). 2005, 47 (3): 236–258. ISSN 0008-8994. doi:10.1111/j.1600-0498.2005.470304.x.
- Bamber Gascoigne, History of Measurement （页面存档备份，存于）, historyworld.net
- Tom M. Apostol (2004), The Tunnel of Samos （页面存档备份，存于）, Engineering and Science, 64(4), 30-40